# Movimiento Unitario Social Demócrata
El Movimiento Unitario Social Demócrata (MUSD) fue un partido político chileno de ideología socialdemócrata, que tuvo una efímera existencia a mediados de los años 1980.

## Historia
Surgió producto de una división en el Partido Social Democracia acontecida en el Consejo Nacional de la colectividad en junio de 1986. En dicha oportunidad, la directiva encabezada por René Abeliuk rechazó una propuesta de la disidencia liderada por Raúl Rettig de fusionar la SD con el Partido Radical. Los seguidores de Rettig —alrededor de 300 según la prensa de la época— se retiraron para formar el MUSD, con el objetivo de acercar a los adeptos de la socialdemocracia al radicalismo y al Bloque Socialista.
Entre sus militantes se encontraban Juan Agustín Figueroa, Gonzalo Figueroa Yáñez, Rafael Señoret, Sergio Carrasco y Guillermo Gruss Mayers.
A poco tiempo de su fundación, se fusionó en el PR.